# Харси, Мухсин
Мохси́н Харти́ (араб. محسن حارثي‎, англ. Mohsin Harthi; 17 июля 1976, Саудовская Аравия) — саудовский футболист, защитник. Выступал за сборную Саудовской Аравии. Участник чемпионата мира 2002 года.

## Карьера

### Клубная
Профессиональную карьеру начал в 1998 году в клубе «Аль-Наср» из Эр-Рияда, в составе которого выступал до 2006 года, завоевав за это время с командой Международный кубок Дамаска, став финалистом Арабского кубка обладателей кубков и Арабского суперкубка, а также получив вместе с командой приз Fair Play на Клубном чемпионате мира в 2000 году. В 2006 году перешёл в клуб Саудовского первого дивизиона «Аль-Фейха», в котором, однако, играл недолго и уже в 2007 году перешёл в другой клуб первого дивизиона «Охуд» из Медины, за который играет по сей день.

### В сборной
В составе главной национальной сборной Саудовской Аравии выступал с 1999 по 2002 год, сыграв за это время 20 матчей и забив 2 мяча в ворота соперников. Участник чемпионата мира 2002 года, на котором, однако, не сыграл ни одного матча. Вместе с командой доходил до финала Кубка Азии в 2000 году, а также становился обладателем Кубка арабских наций и Кубка наций Персидского залива.

## Достижения
- Финалист Кубка Азии (1): 2000
- Обладатель Кубка арабских наций: (1): 2002
- Обладатель Кубка наций Персидского залива (1): 2002
- Обладатель Международного кубка Дамаска (1): 2004
- Финалист Арабского кубка обладателей кубков (1): 2000/01
- Финалист Арабского суперкубка (1): 2001
- Приз Fair Play на Клубном чемпионате мира (1): 2000